# Centre Nord-Sud
Pour les articles homonymes, voir CNS.
Le Centre Nord-Sud (CNS) nommé officiellement le Centre européen pour l'interdépendance et la solidarité mondiales et créé en novembre 1989, est accord Partiel Élargi du Conseil de l’Europe.

## Histoire
La création du Centre Nord-Sud est l’aboutissement d’un processus entamé en 1984, année au cours de laquelle l’Assemblée de la République portugaise a accueilli une conférence organisée par l’Assemblée parlementaire du Conseil de l’Europe sur le thème « Nord-Sud : le rôle de l’Europe ».
Dans la Déclaration de Lisbonne, adoptée à la fin des travaux, l’idée d’une campagne publique européenne sur l’interdépendance et la solidarité Nord-Sud a été émise. En 1988, cette campagne a vu le jour grâce à l’appui de l’Assemblée parlementaire du Conseil de l’Europe et du Parlement européen. Elle s’est achevée par une conférence européenne des parlementaires et des organisations non gouvernementales (Madrid, 1-3 juillet 1988) au cours de laquelle a été lancé l’Appel de Madrid.
L’Appel de Madrid pose les fondements d’un dialogue dynamique entre le Nord et le Sud dans le respect de la démocratie et de la dignité humaine afin de garantir un développement durable, juste et équilibré à tous les habitants de la planète.
Le gouvernement du Portugal a alors proposé la création d’un Centre européen pour la solidarité et l’interdépendance mondiales, une proposition soutenue par l’Assemblée parlementaire du Conseil de l’Europe dans une recommandation adoptée en janvier 1989.

### Dates clé
2024  Le Liban rejoint le Centre Nord-Sud en tant que premier membre associé.
Adoption d'une stratégie de coopération avec les pays africans.
2023  Adoption de la stratégie à moyen terme 2024-2027 par le Comité Exécutif.
2019  Un document prospectif sur le Centre Nord-Sud est publié à l'occasion de son 30e anniversaire.
2016  Le Centre Nord-Sud compte 19 États Membres et signe un nouvel accord de gestion conjointe avec l’Union Européenne.
2013  Adoption du rapport sur la nouvelle Mission du Centre Nord-Sud dans le cadre de la politique de voisinage du Conseil de l' Europe.
2011  Adoption d'une nouvelle Résolution statutaire pour le Centre Nord-Sud, qui est entrée en vigueur le 1er Juin 2011.
2009  Adhésion du Maroc et Cap Vert, premiers pays non européens à devenir membres. Lancement de la 1ère Université Africaine Jeunesse et Développement (Praia). Signature du premier accord de gestion conjointe avec l’Union Européenne
2007  1er Sommet Afrique-Europe de la Jeunesse.
2000  Lancement de l'Université Jeunesse et Développement (Mollina).
1995  Lancement du Prix Nord-Sud du Conseil de l’Europe (Lisbonne).
1994  1ère réunion du Forum de Lisbonne. Lancement du “Programme Transmed” (Rome).
1993  Confirmation de la continuation du Centre Nord-Sud à travers la Résolution (93)51 du Comité des Ministres du Conseil de l’Europe (21 octobre).
1990  Installation du Centre Nord-Sud à Lisbonne.
1989  Adoption le 16 novembre de la résolution (89)14 par le Comité des Ministres du Conseil de l’Europe entérinant la création du Centre Nord-Sud suite à une proposition du gouvernement du Portugal, avec 10 pays fondateurs.
1988  Campagne publique européenne sur l’interdépendance et la solidarité nord-sud organisée par le Conseil de l’Europe en coopération avec la Communauté européenne. Elle s’achève par une conférence européenne des parlementaires et des organisations non gouvernementales (Madrid, 1-3 juillet) au cours de laquelle est lancé l’Appel de Madrid.
1984  Conférence organisée à Lisbonne par l’Assemblée parlementaire du Conseil de l'Europe sur le thème «Nord-Sud : le rôle de l’Europe». Adoption de la « déclaration de Lisbonne » (9-11 avril).

## Mission
Le Centre Nord-Sud, en tant qu'Accord Partiel Élargi du Conseil de l’Europe, contribue activement à sa dimension extérieure en diffusant ses valeurs, normes et outils au-delà des frontières européennes. Il agit à travers le dialogue politique, la mise en réseau et la réalisation de projets de coopération, notamment avec les jeunes. Il rassemble plusieurs pays d’Europe, du Moyen-Orient et d’Afrique pour échanger et agir sur des problématiques partagées 

## États membres
| États membres      | Date d’adhésion |
| Chypre             | 16/11/1989      |
| Luxembourg         | 16/11/1989      |
| Malte              | 16/11/1989      |
| Portugal           | 16/11/1989      |
| Espagne            | 16/11/1989      |
| Liechtenstein      | 01/01/1991      |
| Grèce              | 04/07/1995      |
| Saint-Siège        | 04/06/1998      |
| Monténégro         | 01/03/2008      |
| Serbia             | 01/03/2009      |
| Maroc              | 01/07/2009      |
| Capo Verde         | 01/03/2010      |
| Azerbaïdjan        | 01/08/2010      |
| Andorre            | 15/04/2013      |
| Croatie            | 18/02/2015      |
| Roumanie           | 07/09/2016      |
| Tunisie            | 16/12/2016      |
| Bulgarie           | 01/01/2017      |
| Bosnie-Herzégovine | 12/01/2017      |
| Algérie            | 22/06/2017      |
| ------------------ | --------------- |

Etats membres associés : 
En plus du statut d'État membre, le CNS offre aux pays intéressés la possibilité de participer à ses travaux en tant que membre associé pour une période de deux ans, avec la possibilité de passer à un plein statut de membre par la suite.
- Liban, 01/04/2024
- Libéria, 01/03/2025

## Structure

### Système de gestion: structure quadripartite
Le Centre Nord-Sud, fait unique au sein du Conseil de l’Europe, organisation intergouvernementale, est géré par un « quadrilogue », néologisme destiné à désigner la réunion de quatre partenaires issus à la fois d’institutions politiques et de la société civile : 
- Gouvernements,
- Parlements,
- Collectivités territoriales,
- Organisations non gouvernementales.

Cette formule contribue au rapprochement et à une meilleure synergie entre ces acteurs aux approches, points de vue et priorités différents.

### Le Comité Exécutif
Un Comité Exécutif est responsable de toutes les décisions concernant les priorités et l'orientation du Centre Nord-Sud. Il est composé de représentants de tous les États membres du CNS ainsi que d'autres organisations et institutions correspondant aux quatre dimensions du quadrilogue : gouvernements, parlements, autorités locales et régionales, et organisations de la société civile.
Le Comité Exécutif se réunit deux fois par an, en principe, à Lisbonne (au printemps, en marge de la cérémonie de remise du Prix Nord-Sud du Conseil de l'Europe) et à Strasbourg (en automne).

### Le Bureau
Pour faciliter une gestion efficace, le Comité Exécutif élit un Bureau parmi ses membres, garantissant la représentation de chacune des quatre composantes du quadrilogue.
Le Bureau supervise la préparation et l'exécution des programmes et fait des rapports au Comité Exécutif. Il prépare également les réunions du Comité Exécutif, avec l'assistance du secrétariat du Centre Nord-Sud, ainsi que les autres tâches qui lui sont confiées par le Comité Exécutif.
Une fois par an, il joue également le rôle de Jury du Prix Nord-Sud du Conseil de l'Europe.

### Bureau
Le Bureau accompagne l’élaboration et l’exécution des programmes. Il prépare également les réunions du Conseil exécutif en étroite relation avec le secrétariat du Centre Nord-Sud, dont le Président est l'Ambassadeur Manuel Montobbio.

## Initiatives

### Programme d'éducation aux droits humains pour les jeunes (HEY)
HEY (Human Rights Education for Youth) est un nouveau programme du Centre Nord-Sud du Conseil de l'Europe (CNS). Son objectif est de renforcer les capacités des jeunes à agir en faveur des droits humains, en améliorant leur connaissance et leur compréhension des normes européennes et d'autres cadres juridiques internationaux pour la protection des droits humains (tels que les traités, conventions, protocoles et chartes spécifiques des Nations Unies, de la Ligue des États arabes et de l'Union africaine).
HEY est une série de cours tutorés en ligne, basés sur le programme HELP (Programme d'éducation aux droits humains pour les professionnels du droit), qui forme avec succès des professionnels du droit sur ces sujets depuis plus de 20 ans en Europe et au-delà. Les cours HELP sélectionnés sont adaptés à un public jeune, avec de nouvelles approches et une pédagogie interactive, basées sur l'expertise du CNS en matière d'éducation globale et sur son expérience en matière de coopération avec la jeunesse. Le programme comprend un processus de formation spécifique pour les tuteurs, garantissant une cascade de cours nationaux par la suite, traduits et adaptés aux réalités régionales et nationales.
HEY vise à atteindre les objectifs suivants :
- Donner aux jeunes les connaissances et les compétences nécessaires pour promouvoir les droits humains et l'État de droit : fournir des cours en ligne accessibles et axés sur les jeunes, conformes aux normes et cadres juridiques européens et internationaux en matière de droits humains.
- Renforcer la société civile des jeunes : promouvoir le leadership des jeunes et développer leur capacité à contribuer activement à leur communauté et à soutenir les autres.
- Renforcer la collaboration entre les jeunes, tant au sein des régions qu’entre elles, ainsi qu’entre les jeunes et les professionnels du droit :  promouvoir les échanges sur les questions liées aux droits humains et à l'État de droit.

## Forum de Lisbonne
Le Forum de Lisbonne est une plate-forme de dialogue unique pour les décideurs politiques et les militants sur les questions liées à l'interdépendance et à la solidarité mondiales. Il permet la mise en réseau, le partage des connaissances et l'intégration des bonnes pratiques entre les acteurs de différents domaines et expertises afin de relever ensemble les défis à échelle mondiale.
Les thèmes du Forum ont toujours été étroitement liés à la mission principale du Conseil de l'Europe : promouvoir la démocratie, les droits de l'homme et l’Etat de droit. Suivant les évolutions contextuelles dans la région et à partir de la redéfinition de la mission du Centre pour contribuer à la politique du Conseil de l'Europe vers les régions du voisinage, les problématiques que rencontrent les régions de la Méditerranée méridionale ont été au cœur des dernières éditions du Forum de Lisbonne, permettant également de renouveler les coopérations entre l’Europe et ses voisins au Sud de la Méditerranée.
Lisbonne Forum : Précédentes éditions

## Conférence Interculturelle Nord-Sud
La conférence interculturelle Nord-Sud est une initiative de la stratégie à moyen terme du Centre Nord-Sud (CNS), lancée conformément à la Déclaration de Reykjavík. Cette initiative vise à combler le fossé grandissant entre le Nord et le Sud et à servir de plateforme de discussion sur l'état des relations Nord-Sud et les possibilités de développement mutuel, autour des normes clés du Conseil de l'Europe. En encourageant le dialogue, la conférence cherche à impliquer le plus grand nombre possible de pays du Sud et du Nord afin d'identifier les points de divergence et de construire des ponts autour de normes telles que dans le domaine de la cybercriminalité.
La Conférence interculturelle Nord-Sud se tient tous les deux ans, en alternance avec le Forum de Lisbonne. L’événement se déroule dans un État membre du NSC et aborde des questions interculturelles d’actualité, notamment le dialogue interreligieux/interreligieux, qui est également abordé par le biais d’autres initiatives telles que le cours de formation en ligne tutoré sur l’éducation mondiale et le dialogue interculturel/interreligieux. Cela permet d’assurer une couverture adéquate de cette autre dimension importante du travail du Centre à travers un événement très visible.
La première édition a eu lieu à Kotor, au Monténégro, les 24 et 25 octobre 2024.

## Prix Nord-Sud du Conseil de l'Europe
Le prix Nord-Sud est attribué tous les ans depuis 1995 à deux candidats (activistes, personnalités ou organisations) s'étant distingués par leur engagement exceptionnel pour promouvoir la solidarité entre le Nord et le Sud.
Les candidats (si personne physique, de préférence un homme et une femme), doivent s'être distingués dans les domaines d'action suivants: protection des droits de l'homme, défense de la démocratie pluraliste, la sensibilisation de l'opinion publique aux questions d'interdépendance et de solidarité mondiales. Malgré la variété des nationalités et des champs d' actions de ceux qui ont reçu le prix depuis sa création, tous ont en commun un fort engagement pour la promotion du partenariat Nord-Sud .
Lauréats 2024 : 

### S.E. Miguel Ángel Moratinos
S.E. M. Miguel Ángel Moratinos, Secrétaire général adjoint des Nations Unies et Haut Représentant de l’Alliance des civilisations des Nations Unies (UNAOC), est reconnu pour sa carrière remarquable dans la diplomatie et les relations internationales, dédiée à l’avancement de la paix et du dialogue interculturel.

### L’initiative permettant aux réfugiés de participer aux Jeux olympiques et paralympiques
L’initiative soutenant la participation des réfugiés aux Jeux olympiques et paralympiques (menée par le Comité international olympique, la Fondation olympique pour les réfugiés et le Comité international paralympique) remet en question les stéréotypes sur les réfugiés et les personnes en situation de handicap dans le sport. En concourant au niveau mondial, les athlètes réfugiés illustrent la résilience et sensibilisent à la nécessité d’une plus grande inclusion, d’égalité des droits et à la force de cohésion du sport, fondé sur le fair-play et la tolérance.

## Dialogues Nord-Sud
Dans le contexte géopolitique actuel, marqué par des tensions et des évolutions rapides, promouvoir le dialogue et la compréhension entre le Nord et le Sud global est plus urgent que jamais. Les Dialogues Nord-Sud répondent à ce besoin en offrant une plateforme d’échange significatif sur l’état des relations Nord-Sud, tout en explorant des pistes de coopération et de développement mutuel.
Cette initiative rassemble des pays d’Europe, d’Afrique, du Moyen-Orient et d’ailleurs pour engager des conversations constructives autour des défis et des opportunités partagés. En identifiant les points de divergence et en favorisant des solutions, ces dialogues visent à renforcer la confiance et à consolider les partenariats, dans le respect des valeurs et des standards du Conseil de l’Europe.
Edition 2023 : Perspectives et coopération interrégionale pour l’abolition de la peine de mort

## Universités de jeunesse
Les Universités d'été sont des centres internationaux qui rassemblent pendant une semaine des centaines de jeunes, d'animateurs de jeunesse, d'experts du domaine et de décideurs. Les moments de plénière et les réunions parallèles encouragent le dialogue entre toutes les parties prenantes de l'événement et renforcent la confiance entre les décideurs et les jeunes.
Dans chaque Université d'été, un certain nombre d'organisations dirigées par des jeunes ou orientées vers les jeunes ont la possibilité de mener leurs propres activités (formations, séminaires, réunions du conseil d'administration...) dans un contexte dynamique et participatif qui encourage la mise en réseau, la coopération et l'éducation par les pairs.
Les activités qui se déroulent au sein des universités permettent de partager des connaissances et des bonnes pratiques, de planifier de futures actions visant à renforcer le rôle des jeunes et de concevoir des messages communs en faveur de leur participation.
Dans les universités, il est possible de faire l'expérience directe du dialogue interculturel et d'explorer toutes les dimensions de la citoyenneté mondiale grâce à diverses approches basées sur la méthodologie de l'éducation non formelle.
Les Universités d'été sont promues par le réseau Jeunesse et citoyenneté.
Jusqu'à présent, il a été organisé...
- 23 éditions de l'Université sur la jeunesse et le développement - depuis 2000;
- 7 éditions de l'Université méditerranéenne sur la jeunesse et la citoyenneté mondiale - depuis 2013
- 9 éditions de l'Université africaine sur la jeunesse et le développement  
- 2 éditions de la Méta-université (en ligne) - en 2020 et 2021

## Réseau des Jeunes pour l'État de Droit
Le Réseau des Jeunes pour l'État de Droit (RoLYN) est un résultat significatif de la 29ème édition du Forum de Lisbonne, ayant pour thème "Droits humains, Environnement et Crimes économiques : la jeunesse au premier plan".
Le RoLYN vise à doter les organisations de jeunesse d'outils pour approfondir les questions liées à l'État de droit, leur permettant de participer activement à la vie civique, de promouvoir une culture de responsabilité et de responsabilisation, et de favoriser des opportunités de progrès socio-économique. En inculquant un sentiment d'appartenance et de responsabilité parmi les jeunes, le RoLYN cherche à établir un réseau de représentants jeunes bien informés et engagés qui, par le biais de leurs organisations respectives, continueront à plaider en faveur de l'État de droit au sein de leurs communautés.
3 dimensions : 
- Soutenir le développement d'initiatives du réseau pour agir en tant que multiplicateurs dans la diffusion des capacités et compétences acquises dans leurs communautés.
- Offrir un espace pour le partage d'expériences et le réseautage, en créant une plateforme où les participants peuvent échanger des idées, des connaissances et des perspectives.
- Offrir un espace pour le partage d'expériences et le réseautage, en créant une plateforme où les participants peuvent échanger des idées, des connaissances et des perspectives.

## Semaine de l'Education à la Citoyenneté Mondiale
La Semaine de l'éducation à la citoyenneté mondiale (ECM) fait partie d'iLEGEND III (Intercultural Learning Exchange through Global Education, Networking and Dialogue) programme conjoint de l'Union européenne et du Conseil de l'Europe, cofinancé par l'Union européenne et le Conseil de l'Europe et mis en œuvre par le Centre Nord-Sud du Conseil de l'Europe. La campagne est mise en œuvre dans les pays participants par le Réseau de l'éducation à la citoyenneté mondiale.
La Semaine de l’ECM se déroule chaque année pendant la troisième semaine de novembre. Il s’agit d’un appel à repenser notre monde ensemble, en utilisant l’éducation à la citoyenneté mondiale comme outil de solidarité et de changement, en vue de contribuer à un monde plus durable et plus équitable.
Thème 2024 : Des populations connectées pour une planète inclusive (18 au 24 novembre 2024)

## Éducation à la citoyenneté mondiale
L'éducation à la citoyenneté mondiale est une approche pédagogique qui favorise les perspectives multiples et la déconstruction des stéréotypes. Elle s'appuie sur une approche centrée sur l'apprenant pour favoriser une prise de conscience critique des défis mondiaux et un engagement en faveur de modes de vie durables.
Les compétences en matière d'éducation à la citoyenneté mondiale s'appuient sur l'éducation au développement, l'éducation aux droits humains, l'éducation à la durabilité, l'éducation à la paix et à la prévention des conflits et l'éducation interculturelle, qui constituent la dimension mondiale de l'éducation à la citoyenneté.

### Ressources du Centre Nord-Sud
- Centre Nord-Sud